# Cladopathidae
Cladopathidae Kinoshita, 1910 è una famiglia di esacoralli dell'ordine Antipatharia.

## Descrizione
La famiglia comprende coralli coloniali che, come tutti gli antipatari, hanno un esoscheletro non calcareo, formato da materiale proteico flessibile. Il corallum ha sviluppo monopodiale o ramificato, ed è dotato di pinnule semplici o con uno o più ordini di subpinnule. I polipi hanno un diametro trasverso di circa 2 mm e posseggono 6 mesenteri primari e nessun mesentere secondario.

## Distribuzione e habitat
La famiglia è diffusa sia nell'oceano Atlantico  che nell'Indo-Pacifico.

## Tassonomia
La famiglia comprende i seguenti generi:
Sottofamiglia  Cladopathinae
- Chrysopathes Opresko, 2003
- Cladopathes Brook, 1889
- Trissopathes Opresko, 2003

Sottofamiglia  Hexapathinae
- Heteropathes Opresko, 2011
- Hexapathes Kinoshita, 1910

Sottofamiglia  Sibopathinae
- Sibopathes van Pesch, 1914